# 揚卡里國家公園
揚卡里國家公園是西非國家尼日利亞的國家公園，位於該國北部的包奇州，佔地約2,244平方公里，最高點拔高度640米，每年平均降雨量約900至1,000毫米，成立於1991年，是尼日利亞最熱門的旅遊景點，野生動物超過50種哺乳類動物和350種鳥類。